# Leo Lugner

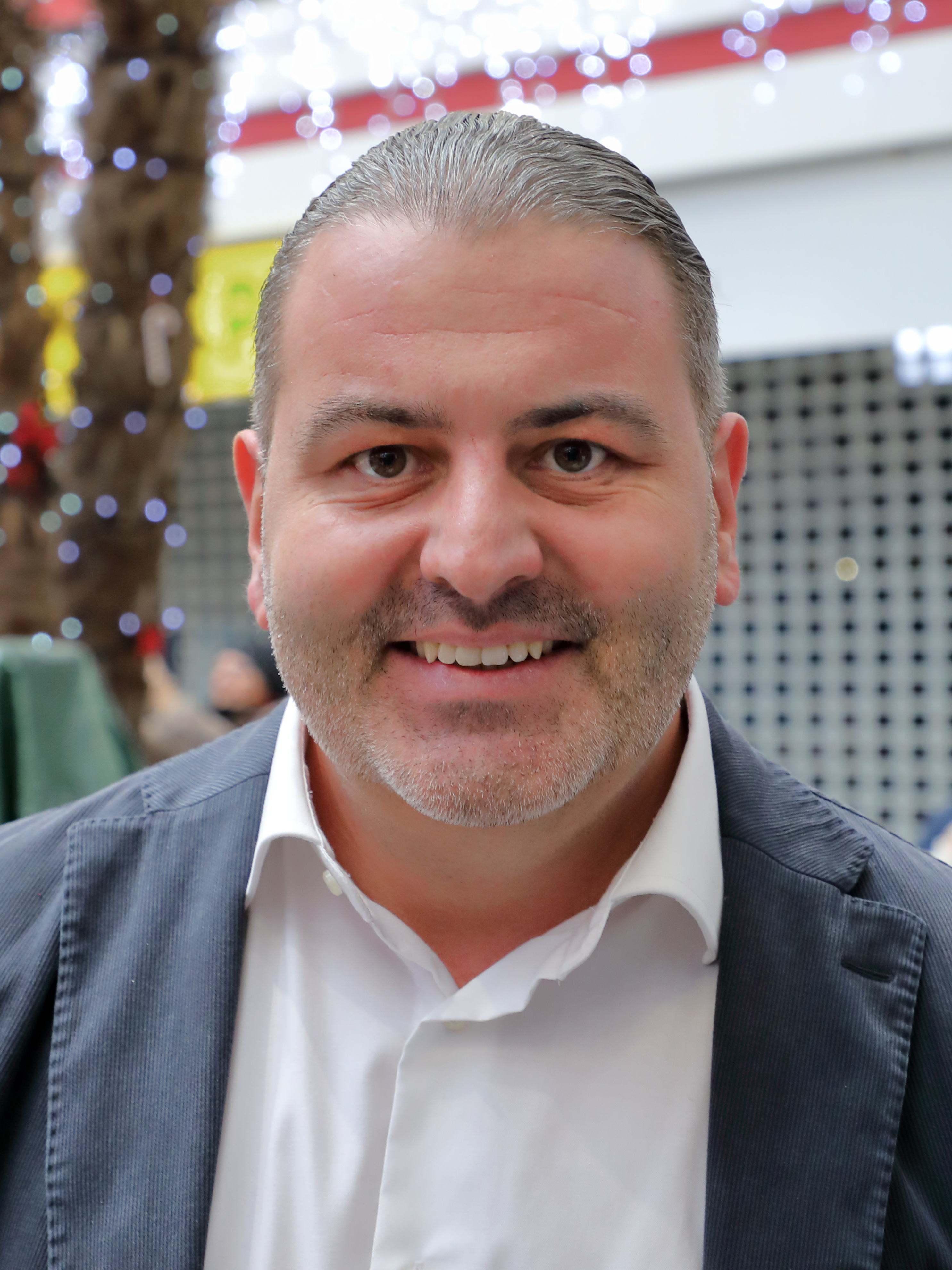
Leo Lugner (2024)

Leo Lugner (* 9. Jänner 1987 in Korneuburg als Leo Kohlbauer) ist ein österreichischer Politiker der Freiheitlichen Partei Österreichs (FPÖ). Von November 2017 bis November 2020 war er Abgeordneter zum Wiener Landtag und Mitglied des Wiener Gemeinderates, seit dem 10. Juni 2025 ist er dies erneut.

## Leben

### Ausbildung und Beruf
Leo Kohlbauer entstammt einem SPÖ-nahen Umfeld mit Affinität zum Judentum: Seine Mutter hat Judaistik studiert und arbeitet als Kuratorin im Jüdischen Museum Wien, sein Vater ist Architekt und hat mehrere Bauten zur Erinnerung an den Holocaust gestaltet.
Kohlbauer legte 2008 am Gymnasium Kurzwiese Eisenstadt die Externistenmatura ab. Von 2007 bis 2015 war er Filialleiter beziehungsweise Abteilungsleiter in verschiedenen Textilhandelsunternehmen, seit 2015 ist er Unternehmer im Textileinzelhandel. Von 2016 bis 2017 war er Pressereferent der Freiheitlichen Wirtschaft; seit 2017 ist er Referent im Rathausklub der FPÖ Wien.

### Privates
2023 verlobte er sich mit der Unternehmerin Jacqueline Lugner, der Tochter von Richard Lugner, die er Mitte 2024 heiratete. Er nahm dabei ihren Nachnamen an.

### Politik
Leo Lugner ist Mitglied des Bundesvorstandes und Wiener Landesvorstandes des Rings Freiheitlicher Jugend (RFJ). Seit 2014 ist er geschäftsführender Bezirksparteiobmann der FPÖ in Wien-Mariahilf, wo er von 2015 bis 2017 Klubobmann der FPÖ-Bezirksratsfraktion und als Bezirksrat Mitglied der dortigen Bezirksvertretung war. Am 20. November 2017 wurde er in der 20. Wahlperiode als Abgeordneter zum Wiener Landtag und Gemeinderat angelobt. Er folgte damit Maximilian Krauss nach, der in den Nationalrat wechselte.
2020 folgte er Harald Vilimsky als FPÖ-Bezirksobmann in Wien-Mariahilf nach. Bei der Landtags- und Gemeinderatswahl in Wien 2020 kandidierte er auf dem zehnten Listenplatz der FPÖ-Landesliste. Nach der Wahl schied er mit 24. November 2020 aus dem Landtag aus.
Im Juni 2022 verwendete er im Zusammenhang mit einer Kinderlesung einer Dragqueen den queerfeindlichen Begriff „Globohomo-Ideologie“. Er lehne es ab, dass diese öffentlich finanziert werde und damit Kleinkinder beeinflusst würden, bei der Lesung handle es sich um „Sexualisierungspropaganda“ für Kleinkinder.
Nach der Landtags- und Gemeinderatswahl in Wien 2025 wurde er in der konstituierenden Sitzung der 22. Wahlperiode am 10. Juni 2025 erneut als Abgeordneter zum Wiener Landtag und Gemeinderat angelobt.